# مايك بيكهام
مايك بيكهام (بالإنجليزية: Mike Beckham)‏ هو لاعب اتحاد الرغبي نيوزيلندي، ولد في 22 مايو 1970 في أوكلاند في نيوزيلندا.